# Kian Egan
Kian John Francis Egan (Sligo, 29 aprile 1980) è un cantante irlandese, conosciuto come membro del gruppo pop Westlife.

## Biografia
Dal 1997 al 2012 ha fatto parte del gruppo Westlife, che ha avuto successo in tutta Europa e non solo.
Nel 2009 ha sposato la cantante e attrice Jodi Albert (Girl Thing, Wonderland).
Con Louis Walsh ha intrapreso l'attività di manager e produttore lavorando con la girlband irlandese Wonderland, che ha esordito nel 2011.
Dal 2012 è giudice del talent-show televisivo The Voice of Ireland.
Nel 2013 ha vinto la tredicesima edizione del reality I'm a Celebrity...Get Me Out of Here! trasmesso da ITV.
Nel marzo 2014 ha pubblicato il suo primo album da solista Home (Rhino Entertainment/Warner Music Group). L'album ha avuto un buon successo nel Regno Unito e in Irlanda.

## Discografia solista

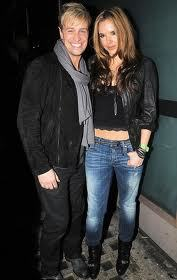
Kian Egan insieme alla moglie Jodi Albert.

Album studio
- 2014 - Home

Singoli
- 2014 - Home
- 2014 - I'll Be